# خوان بابلو فاوليت
خوان بابلو فاوليت (بالإسبانية: Juan Pablo Vaulet)‏ مواليد 22 مارس 1996 في قرطبة، هو لاعب كرة سلة أرجنتيني. بدأ مسيرته الاحترافية في سنة 2014. تم اختياره من قبل فريق شارلوت هورنتس خلال الدرافت. يلعب في دوري كرة السلة الوطني الأرجنتيني. يحمل الرقم 7. يبلغ طوله 6 قدم 6 بوصة (2.0 م).

## روابط خارجية
- خوان بابلو فاوليت على موقع الاتحاد الدولي لكرة السلة (الإنجليزية)
- خوان بابلو فاوليت على موقع سبورتس رفرنس (الإنجليزية)
- خوان بابلو فاوليت على موقع الدوري الإسباني لكرة السلة (الإسبانية)
- خوان بابلو فاوليت على موقع كرة السلة الأوروبية.كوم (الإنجليزية)
- خوان بابلو فاوليت على موقع DraftExpress.com (الإنجليزية)
- خوان بابلو فاوليت على موقع إي إس بي إن.كوم (الإنجليزية)
- خوان بابلو فاوليت على موقع ريلجم (الإنجليزية)
- خوان بابلو فاوليت على موقع سبورتس رفرنس (الإنجليزية)
- خوان بابلو فاوليت على موقع أوليمبيديا (الإنجليزية)